# Brevens tallskogar (del i Örebro län)
Brevens tallskogar är en del av ett naturreservat i Örebro kommun i Örebro län vars naturområde sträcker sig in i Östergötlands län med Brevens tallskogar (del i Östergötlands län).
Detta området är naturskyddat sedan 2018 och är 958 hektar stort. Reservatet ligger söder om Brevens bruk och består av gammal, gles tallskog omkring Stormossen.